# Гідулень
Гідулень (рум. Ghiduleni) — село у Резинському районі Молдови. Адміністративний центр однойменної комуни, до складу якої також входять села Рошканій-де-Жос та Рошканій-де-Сус.

## Населення
За даними перепису населення 2004 року у селі проживало 984 особи.
Національний склад населення села:
| Національність   | Кількість осіб | Відсоток   |
| ---------------- | -------------- | ---------- |
| молдавани румуни | 976 5          | 99,2% 0,5% |
| українці         | 1              | 0,1%       |
| росіяни          | 1              | 0,1%       |
| болгари          | 1              | 0,1%       |
| Всього           | 984            | 100%       |